# Vos (Familienname)
Vos bzw. de Vos ist ein niederländischer Familienname, analog dem deutschen Familiennamen Fuchs.

## Namensträger
- Adam de Vos (* 1993), kanadischer Radrennfahrer
- André Vos (* 1975), südafrikanischer Rugby-Union-Spieler
- Asha de Vos (* 1978/79), sri-lankische Meeresbiologin und Naturschützerin
- Charles Vos (Bildhauer) (1888–1954), niederländischer Bildhauer
- Charles Pierre de Vos (1810–1889), deutscher Zuckerfabrikant
- Charles Rudolph von de Vos, deutscher Zuckerfabrikant und Politiker
- Cornelis de Vos (1585–1651), niederländischer Maler
- Cornelis de Vos (Gärtner) (1806–1895), niederländischer Gärtner
- Cornelis Johannes Vos (1768–1819), niederländischer Arzt und Politiker
- Dennis Vos (* 2001), niederländischer Fußballspieler
- Edgar Vos (1931–2010), niederländischer Designer
- Elzemarieke de Vos (* 1983), niederländische Schauspielerin
- Frans Vos (1925–2001), niederländischer Radrennfahrer
- Friedhelm Vos (1939–2016), deutscher Fußballspieler und -trainer
- Geerhardus Vos (1862–1949), US-amerikanischer Theologe
- Geert De Vos (* 1981), belgischer Dartspieler
- Harry Vos (1946–2010), niederländischer Fußballspieler
- Hein Vos (1903–1972), niederländischer Politiker und Versicherungsmanager
- Helene De Vos (1875–1945), belgische bzw. russische bzw. sowjetische Koloratursopranistin und Hochschullehrerin
- Hendrik Vos († 1523), niederländischer Märtyrer
- Henk Vos (Politiker) (1943–1999), niederländischer Politiker
- Henk Vos (Fußballspieler) (* 1968), niederländischer Fußballspieler
- Hubert Vos (1855–1935), niederländischer Maler
- Ida Vos (1931–2006), niederländische Schriftstellerin
- Ingmar De Vos (* 1963), belgischer Sportfunktionär
- Iris Vos (* 2002), niederländische Volleyballspielerin
- Isaac Vos († nach 1653), niederländischer Schauspieler und Dramaturg
- Jacob Albert Vos (1723–1795), niederländischer Theologe
- Jacobus Cornelis de Vos, niederländischer Theologe
- Jan Vos (Dichter) (um 1610–1667), niederländischer Dichter und Glasmacher
- Jan Vos (Fußballspieler) (1888–1939), niederländischer Fußballspieler
- Jan Vos (Bischof) (1902–1973), niederländischer Geistlicher, Apostolischer Vikar von Kuching
- Jason de Vos (* 1974), kanadischer Fußballspieler
- Laurent de Vos (um 1533–1580), flämischer Komponist
- Louis De Vos (1929–1964), belgisch-kanadischer Radsportler
- Luc de Vos (Historiker) (* 1946), belgischer Offizier und Historiker
- Luc De Vos (Zoologe) (1958–2003), belgischer Ichthyologe
- Luc De Vos (Musiker) (1962–2014), belgischer Musiker und Schriftsteller
- Maaike Vos (* 1985), niederländische Shorttrackerin
- Maria Vos (1824–1906), niederländische Malerin
- Marianne Vos (* 1987), niederländische Radrennfahrerin
- Marie-Louise De Vos, bekannt als Fabienne Dali  (* 1941), belgische Schauspielerin
- Marijke Vos (* 1957), niederländische Politikerin
- Marik Vos-Lundh (1923–1994), schwedische Kostümbildnerin
- Marten de Vos (1532–1603), flämischer Maler
- Mark Vos (* 1983), australischer Pokerspieler
- Matthias Vos (1887–1944), deutscher römisch-katholischer Ordensbruder, Steyler Missionar und Märtyrer
- Miriam Phoebe de Vos (1912–2005), südafrikanische Botanikerin und Hochschullehrerin
- Nika Johanna Vos (* 1998), niederländische Ruderin
- Noa de Vos (* 2004), niederländische Volleyballspielerin
- Olga Ludwigowna Della-Vos-Kardowskaja (1875–1952), russische bzw. sowjetische Malerin
- Roosje Vos (1860–1932), niederländische Gewerkschaftsführerin, Feministin und Politikerin
- Silvano Vos (* 2005), niederländisch-surinamischer Fußballspieler
- Simon de Vos (1603–1676), flämischer Maler
- Tim Vos (* 1969), belgischer Eishockeyspieler und -trainer
- Tonny Vos-Dahmen von Buchholz (1923–2005), niederländische Schriftstellerin und Übersetzerin
- Tony Vos (1931–2020), niederländischer Jazzmusiker und Musikproduzent
- Uli Vos (1946–2017), deutscher Feldhockeyspieler
- Wiktor Karlowitsch Della-Vos (1829–1890), russischer Physiker und Hochschullehrer
- Willem Vos (Physiker) (* 1964), niederländischer Physiker
- Willem de Vos (* 1954), niederländischer Mikrobiologe
- Willy de Vos (1880–1957), niederländischer Fußballspieler